# Catocala carbonaria
Catocala carbonaria là một loài bướm đêm trong họ Erebidae.